# Лавринович, Эдуард Викторович
Эдуа́рд Ви́кторович Лаврино́вич (1909—1982) — участник Великой Отечественной войны, командир взвода партизанского отряда имени М. И. Калинина 1-й Гомельской партизанской бригады, Герой Советского Союза, капитан.

## Биография
Родился 27 октября 1909 года в деревне Кулаково Дриссенского уезда Витебской губернии (ныне Верхнедвинского района Витебской области) в семье крестьянина, белоруса по национальности.
После шести классов начальной школы устроился на работу в деревенском картофельном хозяйстве.
С 1931 года по 1932 год проходил службу в рядах Красной Армии. За годы службы отучился на курсах политсостава. Тогда же вступил в партию.
По окончании службы, в 1932 году был отправлен в станицу Красноармейскую (ныне Полтавская) Краснодарского края ликвидировать последствия саботажа. После окончания задания остался в станице работать учётчиком. Затем устроился работать на МТС техническим секретарём.
Спустя некоторое время там же был назначен инструктором райкома партии.
В апреле 1938 года переехал в Буда-Кошелёвский район Гомельской области, где до 1941 года работал сначала счетоводом, а затем председателем колхоза «Перамога».
После начала Великой Отечественной войны получил задание - если район будет оккупирован, остаться на подпольной работе и создать диверсионную группу.
В 1941 году был арестован фашистами, узнавшими о занимаемой Эдуардом Лавриновичем ранее должности председателя колхоза, однако, вскоре был отпущен — соратнику Лавриновича удалось собрать достаточное количество подписей односельчан, поручившихся за арестованного.
С августа 1941 года Эдуард Викторович Лавринович стал участником партизанского движения. После создания подпольной организации, подпольщики начали распространение листовок, портили отправляемое в Германию зерно, заливая его жидкостью из огнетушителей с примесью керосина, занимались сбором оружия и боеприпасов на местах боевых действий, оборудовали партизанскую базу в Викторинском лесу.
22 апреля 1942 стал командиром сформированной диверсионной группы, потом командиром взвода партизанского отряда имени М. И. Калинина 1-й Гомельской партизанской бригады. Первая удачная боевая операция была проведена взводом Лавриновича уже в конце мая 1942 года — в районе Шварибовского разъезда был пущен под откос вражеский эшелон, в результате чего погибло 63 солдат неприятеля. На счету взвода, которым командовал Эдуард Викторович, 54 пущенных под откос эшелона, причём, 3 автомашины и несколько эшелонов были подорваны им лично. Был неоднократно ранен. В 1943 году участвовал в диверсионной операции «Рельсовая война», занимался уничтожением стратегически важных для неприятеля участков путей.
В 1943 году Эдуард Викторович Лавринович был переведён из рядов регулярной армии в запас. По окончании воинской службы Эдуард Викторович вернулся в Буда-Кошелёвский район Гомельской области. Занимался административной работой. Написал автобиографическую книгу «Огненные рельсы» (бел. «Вогненныя рэйкі»). В 1971 году вышел на пенсию.
15 августа 1944 года указом Президиума Верховного Совета СССР капитану Эдуарду Лавриновичу за проявленный в бою героизм и успешное выполнение боевых заданий в тылу врага было присвоено звание Героя Советского Союза с вручением ордена Ленина и медали «Золотая Звезда».
Умер 12 марта 1982 года в возрасте 72 лет.

## Награды
- Герой Советского Союза (15.08.1944)
- 2 ордена Ленина
- Орден Отечественной войны I степени
- Медали

## Память
В память о герое названа улица в Буда-Кошелёво, в деревне Бигосово, того самого района, где родился Эдуард Викторович, установлена мемориальная доска. В 2009 году были проведены мероприятия, посвящённые 100-летию со дня рождения героя.
Имя Э. В. Лавриновича присвоено средней школе в Бигосово Верхнедвинского района Витебской области.
Фонды Белорусского государственного музея истории Великой Отечественной войны сохраняют фотографии Э.В. Лавриновича, его дневник и блокнот военного времени, альбом со сводками Совинформбюро и немецкий радиоприемник, который он сдал в музей в 1946 г.

## Мемуары
- Автобиографическая книга «Огненные рельсы» (бел. «Вогненныя рэйкі»)